# Mankemalén (barrio)
No debe confundirse con la villa Mankemalén.
Mankemalén es un barrio de la conurbación del Gran Temuco, Chile, ubicado en la comuna de Padre Las Casas.

## Vivienda
El barrio cuenta con el condominio Mankemalén, un conjunto de edificios sociales. Fue beneficiado por el Programa de Condominios Sociales del Ministerio de Vivienda y Urbanismo, que le permitió obtener mejoramiento térmico en departamentos, y cambios en el entorno, debido al alto nivel de deterioro y vulnerabilidad que presentaba. Las obras se realizaron en diferentes etapas.

## Comercio
Posee el centro comercial Patio Padre Las Casas, con un supermercado Unimarc y 14 tiendas menores.

## Deportes
El jueves 29 de mayo de 2014, gracias a una iniciativa de Coca-Cola de Chile y Fundación Mi Parque, se construyó el complejo recreativo Fruto de la Unión, levantado en una antigua plaza utilizada como estacionamiento y que tenía sus juegos deteriorados. Corresponde a un área verde de 1260 metros cuadrados que incluye una cancha de fútbol 7 con estándares FIFA.

## Educación
En materia de educación, tiene un jardín de infantes llamado Arcoíris.

## Transporte

### Autobuses urbanos
Las líneas de autobuses urbanos que circulan por el barrio Mankemalén, son:
- 3B: Tromen Lafquen-Pulmahue.
- 3C: Tromen Lafquen-Padre Las Casas.
- 8A: Galicia-Padre Las Casas.
- 8B: Vista Verde-Padre Las Casas.
- 8C: Quepe-Padre Las Casas.
- 10A: Villa Diputado Becker-Campus San Juan Pablo II.
- 10C: Villa Diputado Becker-Padre Las Casas.

### Taxis colectivos
Las líneas de taxis colectivos que pasan por Mankemalén, son:
- 13: Estación-Padre Las Casas.
- 13A: San Andrés-Padre Las Casas.